# دانیل کلمان
دانیل کلمان (به آلمانی: Daniel Kehlmann) (زاده ۱۳ ژانویه ۱۹۷۵) نویسنده آلمانی زبان متولد مونیخ است. وی تابعیت آلمان و اتریش را داراست.

## زندگی
پدر کلمان کارگردان و مادرش هنرپیشه بود و دانیل در خانواده‌ای هنری پرورش یافت. در دوران تحصیل به مدرسهٔ یسوریان در وین رفت و بعد در دانشگاه وین، فلسفه و زبان و ادبیات خواند. تحصیلات نویسنده در رشتهٔ فلسفه است و در حال گرفتن دکتری است. ما ردپای فیلسوفانی چون فریدریش نیچه را در این اثر می‌بینیم. او نویسندهٔ جوانی است که از ۲۲ سالگی آغاز به نوشتن کرده‌است. منتقدان سن جوانی را در ادبیات آلمان ۳۰ یا ۴۰ سالگی می‌دانستند، اما کلمان از ۲۲ سالگی آغاز کرد و معتقد است که فریدریش شیلر پیش‌تر از او کتاب عشق و دسیسه را در همین سن و سال نگاشته‌است.
نخستین رمان کلمان با عنوان تصور برن هلن در سال ۱۹۹۸ منتشر می‌شود، یک سال پس از آن هم مجموعه داستان‌های وی به نام زیر آفتاب به چاپ می‌رسد. در سال ۲۰۰۱ رمان زمان مالر چاپ می‌شود که این رمان سبب می‌شود کلمان داستان‌نویسی را جدی‌تر از قبل پیگیری کند. در سال ۲۰۰۳ رمان من و کامینسکی را می‌نویسد، این رمان به‌سرعت محبوبیت و شهرت پیدا می‌کند و سبب می‌شود چند جایزه ادبی را نیز به خود اختصاص دهد.
آخرین رمان کلمان که به‌تازگی در سال ۲۰۰۹ منتشر شده شهرت نام دارد و جزء پرفروش‌ترین آثار ادبی است و به لحاظ فروش در ردهٔ چهارم آثار آلمان قرار دارد.
کلمان بارها در مصاحبه‌ها اعلام می‌کند که من به دنبال نوشتن یک اثر مفسر نیستم اثری می‌نویسم که دوره‌ساز باشد.
آثار این نویسنده معمولاً جزء ۱۰ اثر برتر ادبیات آلمان شمرده می‌شود و حتی برخی به شهرت زودهنگام نویسنده خرده می‌گیرند. شاید دلیل نگارش آخرین اثر خود به نام «شهرت» همین امر باشد که در طی ۹ داستان مسئلهٔ شهرت را نقد می‌کند و به نوعی نقد خویش است.
کلمان همکاری جدی با نشریاتی چون اشپیگل، گاردین و مجله‌های ادبی داشت و هنوز هم این همکاری‌ها ادامه دارد.

## در مورد آثار
کلمان دارای دغدغه‌های فلسفی است، همان افکاری که نیچه با آن در تقابل بود و از ان سخن می‌گفت و این نویسنده از زاویه‌ای دیگر با آنها روبرو می‌شود و قصد دارد تهی بودن آن را برملا کند. از ویژگی‌های کارهای دانیل کلمان می‌توان به طنز پنهان و شیوه و نحوه بیان وی را نام برد که دارای محبوبیت فراوان است. کلمان شخصیت‌ها را ساده بیان می‌کند و در عین حال نگاه خاصی به جهان هستی و پیرامون خود داشته که طبیعتاً برخاسته از دیدگاه‌های فلسفی کلمان است.
جدا از این مسئله که پدر بزرگ کلمان فرد مشهوری بود، دانیل بزرگ شده اتریش است و تا حدود زیادی با آن فرهنگ سر و کار دارد. نسل کلمان نسلی است که با فرهنگ خاصی پرورش یافته‌است. ادبیات آلمانی زبان، در واقع ۴ کشور را در بر می‌گیرد؛ که عبارتند از آلمان اتریش، سوئیس و لیختین اشتاین که کمتر مطرح است. آنچه وجود دارد این کشورها دارای سنت‌های ادبی هستند، اتریش سنت و فرهنگ خاص خود را دارد، اما میان فرهنگ این کشورها پیوستگی خاصی وجود دارد. آنچه در مورد اتریشی‌ها می‌توان به شکل خاص گفت: اینکه با دید بازتر به جهان می‌نگرند. سرعت جهانی سازی به حدی است که حتی زبان آلمانی که در اتریش صحبت می‌شود دائماً حجمه‌های زبان آلمانی اصلی را دارد، یعنی حتی واژه‌هایی در آن وجود دارد که خاص کشور اتریش است.
کلمان ارتباط خوبی با دهه ۲۰ و طلایی ادبیات آلمان دارد. مفهوم تباهی و فسادی که در آغاز قرن بیست و بخصوص پس از جنگ جهانی در آلمان مطرح می‌شده در این رمانها مطرح می‌کند، یعنی هنر راه ابتذال را در پیش می‌گیرد. در این راستا هنرمند کسی نیست که به تعالی، جمال و کمال برسد، بلکه فردی است که دچار سقوط و تباهی می‌شود.
کلمان قواعد رمان آگاهانه در اثر خود زیر پا می‌گذارد و در واقع دانیل در اثر خود قالب شکنی می‌کند. قالب‌شکنی در ادبیات آلمان بسیار مرسوم است. کلمان در این اثر کاملاً آگاهانه قالب رمان هنرمندان را می‌شکند.

## آثار
1. ۱۹۹۷ - Beerholms Vorstellung
2. ۱۹۹۸ - تصویر برن هلن
3. ۱۹۹۹ - زیر آفتاب
4. ۲۰۰۱ - زمان مالر
5. ۲۰۰۳ - من و کامینسکی
6. ۲۰۰۵ - اندازه‌گیری دنیا یا مسّاحی جهان که توسط نشر روزگار - ترجمه خانم ناتالی چوبینه و ابوذر آهنگر - منتشر شده است.
7. ۲۰۰۹ - شهرت
8. ۲۰۱۰ - تحسین؛ دربارهٔ ادبیات